# Мертвоеды
Мертвое́ды, или сильфиды (лат. Silphidae) — семейство жуков, состоящее примерно из 200 видов. Мертвоеды распространены на всех материках, но в основном в странах Северного полушария, в зоне умеренного климата. Тропические виды малочисленны. В России более 50 видов. В семействе два подсемейства — Silphinae и Nicrophorinae, представители которых питаются мёртвой, разлагающейся органикой. Подсемейства отличаются между собой по проявлению родительской заботы о потомстве и по предпочтению типа трупов. Silphidae представляют важность для судебной энтомологии, поскольку нахождение их личинок или имаго на трупе позволяет определить посмертный интервал.

## Описание
Мертвоеды очень разнообразны по облику, окраске и размерам. Длина тела варьирует от 6 до 40 мм. Характерны 11-члениковые усики, утолщающиеся на конце или с выраженной булавой. Крылья не перистые, покрыты надкрыльями. Надкрылья покрывают всё брюшко (подсемейство Silphinae) или слегка укорочены (подсемейство Nicrophorinae). Наиболее известные представители семейства — жуки-могильщики — выделяются чёрно-оранжевым узором на надкрыльях. Некоторые виды — тускло-тёмные и чёрные. Формула лапок 5-5-5.
Личинки у мертвоедов плоские и подвижные, похожие на мокриц.

## Биология
Большинство видов семейства — хищники или питаются падалью как в стадии имаго, так и в личиночной стадии. Отсюда их народное название во многих языках, включая русский. На территории России исключительно падальщиками-сапрофагами являются жуки-могильщики (Necrophorus) и падальник выемчатокрылый (Thanatophilus sinuatus). Другие виды, помимо падали, поедают живых слизней и улиток: мертвоед перфорированный (Silpha perforata) и тёмный (Silpha obscura), а также аблаттарии (Ablattaria), обитающие на Кавказе и в Южной Европе. Красногрудого мертвоеда (Oiceoptoma thoracicum) можно, кроме падали, встретить на гниющих растениях, грибах и вытекающем берёзовом соке. Такие виды, как мертвоед трёхрёберный (Phosphuga atrata) и мертвоед четырёхточечный (Xylodrepa quadripunctata), — исключительно хищники. Например, мертвоед четырёхточечный, обитающий в широколиственных лесах, полезен тем, что истребляет вредителей лесов и садов: гусениц (златогузки, монашенки и других волнянок, дубовой листовёртки, кольчатого коконопряда, пядениц), тлей, личинок листоедов.
Имеются и растительноядные виды. Например, матовый мертвоед сильно вредит свёкле, огородным и другим растениям, поедая всходы и листья.

## Палеонтология
В ископаемом виде мертвоеды известны, начиная с середины юрского периода. В составе семейства описан 21 ископаемый вид, большая часть которых происходит из кайнозойских местонахождений.

## Представители
- Ablattaria Reitter, 1885
  - Ablattaria laevigata Fabricius — Мертвоед-моллюскоед
- Aclypea Reitter, 1884
  - Aclypaea opaca Linnaeus — Мертвоед матовый [syn.  Blitophaga opaca Linnaeus]
  - Aclypaea undata Midler — Мертвоед голый
- Necrodes Leach, 1815 — Трупоеды (жуки)
  - Necrodes littoralis Linnaeus — Трупоед чёрный [прибрежный]
- Nicrophorus Fabricius — Могильщики, или жуки-могильщики [syn.  Necrophorus — Fabricius]
  - Nicrophorus germanicus Linnaeus — Могильщик германский, или могильщик большой чёрный
  - Nicrophorus humator Fabricius — Могильщик чёрный
  - Nicrophorus investigator Zetterstedt — Могильщик-исследователь, или могильщик-изыскатель
  - Nicrophorus vespillo Linnaeus — Обыкновенный могильщик, или могильщик погребальный [рыжебулавый]
  - Nicrophorus vespilloides Herbst — Могильщик-погребатель, или могильщик черноусый [малый]
  - Nicrophorus interruptus Stephens — Могильщик прерванный
- Oiceoptoma Leach, 1815
  - Oiceoptoma thoracicum Linnaeus — Мертвоед красногрудый
- Phosphuga Leach
  - Phosphuga atrata Linnaeus — Мертвоед трёхрёберный
- Silpha Linnaeus, 1758 — Мертвоеды (род)
  - Silpha carinata Herbst — Мертвоед ребристый
  - Silpha obscura Linnaeus — Мертвоед чёрный [тёмный]
  - Silpha tristis Illiger — Мертвоед мрачный
- Thanatophilus Leach, 1815
  - Thanatophilus rugosus Linnaeus — Мертвоед морщинистый
- Dendroxena Motschulsky, 1858
  - Dendroxena quadripunctata Linnaeus — Четырёхпятнистый мертвоед, или мертвоед четырёхточечный